# Frohnsdorf
Frohnsdorf település Németországban, azon belül Türingiában. 

## Népesség
A település népességének változása: